# Claude Loursais
Claude Loursais, né Claude Croutelle le 18 novembre 1919 à Paris et mort le 25 juillet 1988 à Avignon, est un réalisateur, scénariste et producteur de la télévision française, ainsi qu'un pionnier de la télévision française.

## Biographie
À 15 ans, il fait du théâtre chez Georges Pitoëff, résistant, licence de philosophie en poche, il entre à la RTF comme journaliste, en 1946 il est commentateur aux Actualités Françaises. En juin 1949, il fait partie de l'équipe du premier journal télévisé et devient en 1950 rédacteur en chef adjoint. Gêné par la censure exercée par le gouvernement sur les informations, il quitte le journal en 1952, devient réalisateur se spécialisant dans la retransmission d'opéras et la mise en scène de pièces de théatre avant de créer la série Les Cinq Dernières Minutes dont il réalisa la plupart des épisodes de 1958 à 1983.
Il meurt d'une crise cardiaque le 25 juillet 1988 à Avignon.

## Filmographie

### Comme réalisateur
- 1956 : Sainte Jeanne (de George Bernard Shaw)
- 1957 : La Nuit des rois (de William Shakespeare)
- 1958-1983 : Les Cinq Dernières Minutes, série télévisée dont Claude Loursais réalise 67 épisodes sur les 91 depuis la création de la série le 1er janvier 1958 jusqu'à 1983 :

Première série (1958-1973)
1. La Clé de l'énigme  (première diffusion : 1er janvier 1958)
2. D'une pierre deux coups  (première diffusion : 9 mars 1958)
3. Les Cheveux en quatre  (première diffusion : 7 avril 1958)
4. Réactions en chaîne  (première diffusion : 6 mai 1958)
5. L'habit fait le moine  (première diffusion : 6 juin 1958)
6. Le Théâtre du crime  (première diffusion : 5 août 1958)
7. Tableau de chasse  (première diffusion : 7 octobre 1958)
8. Un sang d'encre  (première diffusion : 9 décembre 1958)
9. Le Grain de sable  (première diffusion : 27 janvier 1959)
10. On a tué le mort  (première diffusion : 10 mars 1959)
11. Sans en avoir l'air  (première diffusion : 14 août 1959)
12. Dans le pétrin  (première diffusion : 18 septembre 1959)
13. Poison d'eau douce  (première diffusion : 3 novembre 1959)
14. Au fil de l'histoire  (première diffusion : 1er mars 1960)
15. Un poing final  (première diffusion : 26 avril 1960)
16. Dernier Cri  (première diffusion : 21 juin 1960)
17. Le Dessus des cartes  (première diffusion : 6 septembre 1960)
18. Qui trop embrasse  (première diffusion : 22 novembre 1960)
19. Sur la piste (première diffusion : 31 janvier 1961)
20. Cherchez la femme  (première diffusion : 4 avril 1961)
21. Épreuves à l'appui  (première diffusion : 6 juin 1961)
22. L'Avoine et l'Oseille  (première diffusion : 26 septembre 1961)
23. L'Épingle du jeu  (première diffusion : 6 janvier 1962)
24. C'était écrit  (première diffusion : 5 juin 1962)
25. L'Eau qui dort  (première diffusion : 12 mars 1963)
26. Fenêtre sur jardin  (première diffusion : 18 février 1964)
27. Quand le vin est tiré  (première diffusion : 11 juillet 1964)
28. Sans fleurs ni couronnes  (première diffusion : 28 novembre 1964)
29. Napoléon est mort à Saint Mandé  (première diffusion : 24 avril 1965)
30. Bonheur à tout prix  (première diffusion : 3 juillet 1965)
31. Des fleurs pour l'inspecteur  (première diffusion : 25 septembre 1965)
32. La Chasse aux grenouilles  (première diffusion : 20 novembre 1965)
33. Pigeon vole  (première diffusion : 29 janvier 1966)
34. Finir en beauté  (première diffusion : 25 mars 1967)
35. Les Enfants du faubourg  (première diffusion : 27 janvier 1968)
36. Traitement de choc (première diffusion : 23 novembre 1968)
37. Sur la piste  (première diffusion : 29 mars 1969)
38. Les Mailles du filet  (première diffusion : 6 juin 1970)
39. Les Yeux de la tête  (première diffusion : 1er novembre 1971)
40. Chassé-croisé  (première diffusion : 3 février 1972)
41. Meurtre par la bande  (première diffusion : 4 mai 1972)
42. Le diable l'emporte  (première diffusion : 10 novembre 1972)
43. Meurtre par intérim  (première diffusion : 7 février 1973)

Période intermédiaire (1974-1975)
1. Rouges sont les vendanges  (première diffusion : 19 juillet 1974)
2. Fausse note  (première diffusion : 2 août 1974)
3. Si ce n'est toi  (première diffusion : 16 août 1974)
4. Le Coup de pouce  (première diffusion : 16 janvier 1975)

Deuxième série (1975-1992)
1. À bout de course  (première diffusion : 23 février 1983)

- 1960 : Le Théâtre de la jeunesse : Lazarillo (d'après le roman anonyme espagnol La vida de Lazarillo de Tormès y de sus fortunas et adversidas)
- 1962 : Rien que la vérité (version française de la pièce de Terence Rattigan)[3]
- 1963 : La Machine infernale (de Jean Cocteau)
- 1965 : Génousie (de René de Obaldia)
- 1967 : Vidocq (dont il réalise quatre épisodes de la première série : La Baraque aux 36 étoiles, Le Crime de la mule noire, Vidocq à Bicêtre et Vidocq et les faux témoins)
- 1969 : Sainte Jeanne (de George Bernard Shaw)
- 1977 : Brigade des mineurs (série dont le personnage principal est le commissaire Dupuy joué par Jean Daurand ; Claude Loursais en réalise le premier épisode et produit l'ensemble de la série)

### Comme scénariste
- 1958-1973 : Les Cinq Dernières Minutes, dont Claude Loursais est scénariste de 10 épisodes sur les 91 depuis la création de la série le 1er janvier 1958 jusqu'à 1973 :

1. Un gros pépin dans le chasselas (première diffusion : 7 novembre 1973)